# Perigi Lama
Perigi Lama is een plaats in de huidige provincie Banten in het westen van Java, Indonesië.